# Raf Simons
Pour les articles homonymes, voir Simons.
Raf Simons, né le 12 janvier 1968 à Neerpelt, est un styliste belge et un grand couturier.
Au premier semestre 2012, il devient le 6e à prendre la responsabilité de la haute couture chez Dior, remplaçant John Galliano. Le 2 août 2016 il est nommé directeur de la création de Calvin Klein avant de quitter le groupe le 22 décembre 2018. Il a été nommé aux Globes de cristal en 2015 dans la catégorie Meilleur créateur de mode.
En 2020, la maison de mode italienne Prada annonce qu'à partir d'avril, Miuccia Prada, fondatrice de la marque, collaborera avec Raf Simons.

## Biographie
Raf Simons est né à Neerpelt en 1968. Suivant une formation d'architecte, il devient diplômé en 1991 de l'école de Genk en design industriel,. À la suite de la révélation d'un défilé de Martin Margiela auquel il assiste, il trouve sa « vocation à cet instant précis » et devient styliste en 1995, avec un style défini comme « minimaliste », « architectural », ou « épuré ».

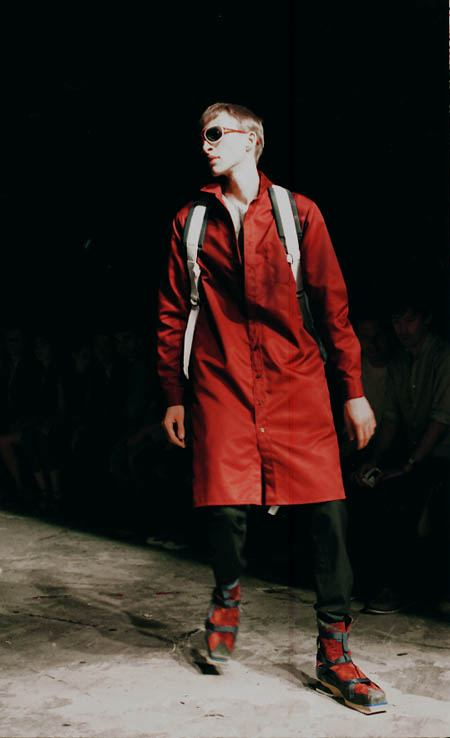
Modèle défilant pour Raf Simons lors de la collection printemps-été 2008

Plutôt que de se focaliser uniquement sur les vêtements et la mode, Raf Simons s'est toujours inspiré de la musique et des arts en général, afin de rendre plutôt une humeur, un sentiment, une attitude spécifique. Sa collaboration avec Richie Hawtin pour la réalisation de bijoux à l'effigie du label Minus en est un exemple.
Très inspirées par la jeunesse et la mode de rue, et bien que comportant des références à des mouvements passés, ses collections masculines, présentées depuis l'hiver 1995, date du lancement de sa marque à l'âge de vingt-sept ans, sont modernes et ne se veulent absolument pas rétro, notion que le créateur abhorre.
Il travaille également dans le monde de la photographie, ses expositions étant également axées sur une certaine vision de l'adolescence masculine (il n'utilise pas, à l'instar de Hedi Slimane, de mannequins professionnels, mais des garçons « castés » dans les rues des villages belges).
Après une année sabbatique en 2000, il enseigne la mode pendant cinq ans en Autriche, puis devient, juste après avoir lancé sa marque Raf by Raf Simons pour laquelle il rencontre des difficultés, directeur artistique de la marque allemande Jil Sander AG appartenant au groupe italien Prada, de 2005 à février 2012, responsable du prêt-à-porter masculin et féminin. Durant ces années, il perpétue la mode minimaliste de la créatrice allemande, s'inspirant entre autres des années 1940 à 1960, mais se dit « être un peu enfermé dans un minimalisme très nord-européen dont je commençais à percevoir les limites. ».
En 2011 il préside le jury du concours mode du Festival international de mode et de photographie d'Hyères et soutient la candidature de Léa Peckre, la lauréate.
Le 9 avril 2012, après quinze mois de recherche d'un grand couturier par la maison Dior, il succède à John Galliano, évincé en mars 2011 comme responsable de la « haute couture, du prêt-à-porter et des accessoires féminins », maintenant également l'activité de sa propre griffe. Il précise : « j'ai toujours été impressionné par le travail de Christian Dior. Le New Look, bien sûr, mais il n'est pas réductible à cette seule silhouette. Personne d'autre que lui n'a été capable, en un si bref laps de temps, dix ans seulement, de créer une telle révolution. » Il ne s'arrête pas à cette révolution, même s'il réinterprète régulièrement l'iconique « veste Bar », soulignant que Christian Dior « a créé de nombreux vêtements de jour ».
S'opposant à son prédécesseur par son minimalisme, la première collection haute couture signée Raf Simons, bien que respectant les codes de Dior, reçoit des avis mitigés,,.
En 2014, Raf Simons est récompensé du prix international du Council of Fashion Designers of America pour l’ensemble de son travail chez Dior.
Le 22 octobre 2015, il annonce son départ de la maison, après trois années passées chez Dior ; il est remplacé par Maria Grazia Chiuri.
Le 2 août 2016, Raf Simons passe du luxe au prêt à porter en devenant le directeur de la création de Calvin Klein. Il supervise toutes les marques du groupe Calvin Klein, de la mode aux fameux sous-vêtements en passant par le linge de maison. Il quitte l'entreprise en 2018.
En 2020, il est nommé co-directeur créatif de la maison italienne Prada au côté de Miuccia Prada styliste et fondatrice de Prada.
En 2022, il annonce l'arrêt du label portant son nom qu'il avait lancé en 1995 sans en préciser les raisons.

## Reconnaissance
Il est cité comme l'un des créateurs « de mode masculine le plus important des dix dernières années ».

### Article de presse
- Isabelle Girard (photogr. Sophie Carre), « Raf Simons, l'art de créer », Madame Figaro, no 21140,‎ 20 juillet 2012, p. 60 à 65 (ISSN 0246-5205, lire en ligne)